# Edme Mariotte

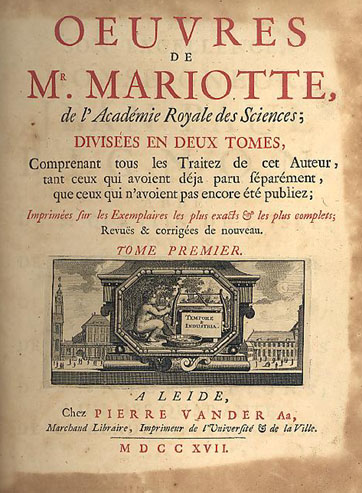
Œuvres de M. Mariotte (1717).

Edme Mariotte ( /ˌmɑriˈɒt/) (Til-Châtel, Dijon, 1620 - París, 12 de mayo de 1684) fue un abad, físico y químico y botanista francés.
Estudió la compresión de los gases y llegó a descubrir la ley hoy conocida como ley de Boyle-Mariotte: "A temperatura constante, el volumen de un gas es proporcional al inverso de la presión" . Dicho de otro modo, el producto de la presión por el volumen es constante cuando la temperatura no varía. Hoy se sabe que este producto es además proporcional a la temperatura absoluta, expresada en Kelvin.
Por separado y de manera independiente, Robert Boyle y Mariotte llegaron a la misma ley. Como curiosidad, Boyle no especificó en sus escritos que la temperatura debía ser constante para que la ley fuese válida; seguramente realizó sus experimentos y así lo daría por hecho. Mariotte si especificó esta constancia
.
Edme Mariotte fue un pionero de la física experimental y profesor de física en 1654-1658, y uno de los fundadores de este dominio en Francia. Estudió también la óptica, las deformaciones elásticas de los sólidos y la hidrodinámica.

## Eponimia
- La Ley de Boyle-Mariotte lleva su nombre.
- El cráter lunar Mariotte lleva este nombre en su memoria.[2]
- El asteroide (11968) Demariotte también conmemora su nombre.[3]